# Hôtel Missolz de Ferrières
L'hôtel Missolz de Ferrières est un hôtel situé à Aubenas, en France.

## Localisation
L'hôtel est situé sur la commune d'Aubenas, dans le département français de l'Ardèche.

## Historique
L'édifice est inscrit au titre des monuments historiques en 1974.